# Û
Der Buchstabe Û (kleingeschrieben û) ist ein Buchstabe des lateinischen Schriftsystems, bestehend aus einem U mit Zirkumflex.
Der Buchstabe wird in der nordkurdischen Sprache verwendet, wo er den Laut [⁠u⁠] darstellt (Den Buchstaben U gibt es in dieser Sprache auch, er wird jedoch als [⁠ʊ⁠] ausgesprochen).
Außerdem wird der Buchstabe Û in der französischen Sprache und in der wallonischen Sprache als Variante eines normalen U verwendet. Dort verändert sich die Aussprache nicht.
In der Elektrotechnik wird der Buchstabe û verwendet, um die Amplitude einer sinusförmigen Spannung bzw. den Scheitelwert einer periodischen Spannung zu bezeichnen.
Im Transliterationssystem nach ISO 9 dient Û zur Wiedergabe des kyrillischen Buchstabens Ю.

## Darstellung auf dem Computer
Unicode enthält das Û an den Codepunkten U+00DB (Großbuchstabe) und U+00FB (Kleinbuchstabe). Dieselben Stellen belegt es in ISO 8859-1.
In HTML gibt es die benannten Zeichen &Ucirc; für das große Û und &ucirc; für das kleine û.
In TeX kann man mit \^U bzw. \^u das U mit Zirkumflex bilden.